# Peter Verlinden
Peter Verlinden (Duffel, 9 juli 1957) is een Belgisch politicoloog, journalist, schrijver, Centraal-Afrika-kenner en politicus voor cd&v.

## Biografie

### Jeugd en studententijd
Verlinden, zoon van sonorisator en componist Pieter Verlinden, behaalde in 1979 en 1983 de diploma's politicologie en communicatiewetenschappen aan de universiteit van Leuven. In 1995 verkreeg hij een master in de antropologie.

### Journalistieke loopbaan
Na zijn studies was Verlinden eerst actief als journalist bij Het Belang van Limburg (1983) en vervolgens als pr-medewerker bij de Boerenbond (1984). Vanaf 1987 werkt hij voor de wereldomroep en voor Radio 1. Tussen 1989 en 1991 was hij adviseur van minister voor Ontwikkelingssamenwerking André Geens. In 1992 werd hij actief op de nieuwsredactie van de VRT en volgde vooral de situatie in Afrika. Tussen 1998 en 2005 was hij tevens hoofd van de buitenlandredactie van de nieuwsdienst. In 2019 verliet hij de VRT en werd freelancejournalist.

### Academische loopbaan
Hij is sinds 2008 gastdocent voor Vergelijkende Politiek en Internationale betrekkingen in de masteropleiding aan de KU Leuven. Hij werd toen openlijk in de Rwandese pers beschouwd als een negationist van de genocide van de Tutsi's.

### Politieke loopbaan
In december 2023 werd aangekondigd dat hij bij de verkiezingen in België 2024 als onafhankelijke op de lijst van Voor U rond Els Ampe zou staan. In januari 2024 bedacht hij zich en besliste hij om op de Europese cd&v-lijst te gaan staan. Hij behaalde 34.904 voorkeurstemmen maar raakte niet verkozen. Bij de lokale verkiezingen van 2024 nam hij voor cd&v deel aan de verkiezingen in Keerbergen. Hij raakte verkozen.

## Persoonlijk
Verlinden heeft vijf kinderen, drie uit zijn eerste huwelijk en twee met zijn huidige partner. Hij woont in het Vlaams-Brabantse Keerbergen.

## Publicaties
- Kamelen, emirs en paleizen. Arabieren aan de Golf (1991)
- Hutu en Tutsi - Eeuwen strijd (1995)
- Brug of breuk? Dialoog tussen moslims en christenen (met Anissa Akhandas, Katrien Alexander, Sven Corthout, Tijl Declercq, Bie Reynaert en Daniël Van Dael, 1995)[9]
- Rwanda-Burundi (1996), in de Landenreeks (NOVIB-Amsterdam, Tropeninstituut-Amsterdam en NCOS-Brussel)
- Québec (1999), reportageboek
- Oman en de emiraten aan de Golf (2000), in de Landenreeks (NOVIB-Amsterdam, Tropeninstituut-Amsterdam en NCOS-Brussel)
- Weg uit Congo, het drama van de kolonialen (2002), verslag van de gebeurtenissen
- Saudi-Arabië (2003), in de Landenreeks (NOVIB-Amsterdam, Tropeninstituut-Amsterdam en NCOS-Brussel)
- Het verloren paradijs, kind in Congo (2005), interviewboek
- Achterblijven in Congo, een drama voor de Congolezen (2008), docuboek
- Belgisch Congo, 50 jaar koloniale herinneringen (2010) fotoboek
- Hoe Congolees zijn de Congolezen? (2010), essay
- Zwarte Trots, Witte Schaamte? Over kolonialisme en racisme (2020)